# Niwa (województwo lubelskie)
Niwa – wieś w Polsce położona w województwie lubelskim, w powiecie puławskim, w gminie Baranów. Położona jest na Wysoczyźnie Lubartowskiej.
W latach 1975–1998 miejscowość położona była w województwie lubelskim.
Wieś stanowi sołectwo gminy Baranów. Według Narodowego Spisu Powszechnego z roku 2011 wieś liczyła 121 mieszkańców.